# 羊頭狗肉
| ウィキペディアには「羊頭狗肉」という見出しの百科事典記事はありません（タイトルに「羊頭狗肉」を含むページの一覧/「羊頭狗肉」で始まるページの一覧）。 代わりにウィクショナリーのページ「羊頭狗肉」が役に立つかもしれません。 |